# 두예 초프
두예 초프(크로아티아어: Duje Čop, 1990년 2월 1일 ~ )는 크로아티아의 축구 선수이며, 현재 GNK 디나모 자그레브에서 뛰고있다.

## 수상

### 클럽
하이두크 스플리트
- 크로아티아 컵: 2009-10

디나모 자그레브
- 프르바 HNL: 2012-13, 2013-14
- 크로아티아 슈퍼 컵: 2013

### 개인
- 프르바 HNL 득점왕: 2013-14
- SN 옐로우 셔츠 어워드: 2013-14